# Mayako Kubo
Mayako Kubo (久保 摩耶子), Kubo Mayako; née le 5 décembre 1947 à Kōbe, est une compositrice japonaise qui vit en Europe depuis 1972.

## Biographie
Après une formation initiale en tant que pianiste, Kubo étudie la composition dans les années soixante-dix à Vienne auprès de Roman Haubenstock-Ramati, Erich Urbanner et Friedrich Cerha. Elle poursuit ses études en 1980 avec Helmut Lachenmann. En 1985, elle s'installe à Berlin, où elle réside pour l'essentiel depuis.
Kubo se fait connaître principalement comme compositrice d'opéra et son travail comprend un total de quelque 120 compositions. Ses thèmes préférés sont issus principalement de la littérature et de la mythologie japonaise. Son premier opéra Rashomon est fondé sur un récit d'Akutagawa Ryūnosuke, qui a aussi servi de base au film homonyme d'Akira Kurosawa. Donné pour la première fois au « Printemps de Styrie » » à Graz, l'opéra se caractérise de façon fascinante par des facettes réciproques du concept de vérité.
Son deuxième opéra, Osan, est une pièce relative au poète samouraï Chikamatsu Monzaemon. Mais les événements contemporains se retrouvent également dans l’œuvre de Kubo. Elle a récemment écrit les Chants de Sanriku sur des poèmes de Meiko Matsudaira après le dévastateur séisme de Tōhoku en mars 2011.
Sa musique « est conçue avec toute l'obstination de la compréhension. Dans plusieurs de ses œuvres le comportement des gens est identifié dans des contextes sociaux ». Tandis que ses modèles sont souvent issus de la culture japonaise, elle reste musicalement dans la tradition du modernisme européen. Ses « compositions sont comme une expédition dans l'inconnu et le désordonné, loin de la pureté esthétique et de l'unité stylistique ». Le travail de Kubo se caractérise par une polyvalence stylistique tout en continuité biographique et un langage musical essentiellement dramatique et expressif.
Elle est cofondatrice et directrice artistique de YACOB, le « Young Asian Chamber Orchestra » Berlin.

## Prix et distinctions
- 1978 - Bourse de travail du Ministère fédéral de l'éducation, des arts et de la culture
- 1979 - Prix du concours international de musique électronique et expérimentale de Bourges
- 1980 - Bourse de la ville de Vienne
- 1982 - Bourse de la Fondation Alban Berg
- 1983 - Bourses pour les artistes (Schreyahn) du Ministère de la Science et de la recherche de Basse-Saxe
- 1989 - Bourse du Senate Berlin: work scholarship
- 1999 - Bourse de la Fondation du Japon
- 2000 - Bourse de travail de l'académie fédérale de musique de Rheinsberg
- 2002 - Bourse de la Hanse Wissenschaftskolleg
- 2004 - Bourse du Sénat de Berlin
- 2004 - Bourse de la Fondation Yaddo
- 2006 - Bourse de la Fondation Bogliasco[6].

## Œuvres
Opéra
- Rashomon (première à l'opéra de Graz 1996; première de la version japonaise en 2002 au théâtre Nissay de Tokyo)
- Osan – Das Geheimnis der Liebe (première en 2005 au Nouveau théâtre national de Tokyo)
- Der Spinnfaden (première en 2010 à Berlin)

Musique pour la scène, performance
- 1981/1982 : Mothers, Children, Lovers, People, suite pour ballet
- 2001 : Hyperion-Fragmente, musique pour le théâtre
- 2004 : Margeriten weiss in Flaschenbegleitung, musique de scène

Œuvres pour orchestre
- 1980 : Arachnoidea
- 1985/1986 : Concerto pour piano
- 1993/1998 : 1re Symphonie
- 2000 : 2e Symphonie
- 2008 : Concertino della porta di Brandeburgo
- 2011 : Sanriku-Lieder

Musique de chambre
- 1989/1990 : Berlinisches Tagebuch, cycle pour piano
- 1996 : Yasuko, pour ensemble de chambre
- 2005 : Mirlitonnades - 24 Lieder d'après Samuel Beckett
- 2007 : Turning Points, trio à cordes
- 2008 : Atem Pause, quatuor de guitares

## Source de la traduction
- (de)/(en) Cet article est partiellement ou en totalité issu des articles intitulés en allemand « Mayako Kubo » (voir la liste des auteurs) et en anglais « Mayako Kubo » (voir la liste des auteurs).